# Cryotube

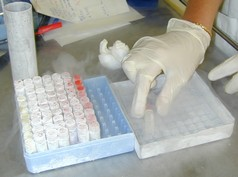
Cryotubes.

Les cryotubes sont des tubes stériles destinés au stockage d'échantillons biologiques et supportant une congélation à très basse température, notamment dans l'azote liquide à −196 °C.